# Lúcio Emílio Bárbula
Lúcio Emílio Bárbula (em latim: Lucius Aemilius Barbula) foi um político da gente Emília da República Romana, eleito cônsul em 281 a.C. com Quinto Márcio Filipo. Era o filho mais velho de Quinto Emílio Bárbula, cônsul em 317 e 311 a.C., e pai de Marco Emílio Bárbula, cônsul em 230 a.C..

## Consulado (281 a.C.)
Lúcio Emílio foi eleito cônsul em 281 a.C. com Quinto Márcio Filipo. Numa embaixada no ano anterior, os tarantinos trataram o embaixador Lúcio Postúmio Megelo com enorme grosseria quando ele ofereceu os termos de paz dos romanos, mas, como a República já estava em conflito contra etruscos e samnitas, não havia disposição para uma nova guerra contra Taranto e, por isso, o Senado enviou o cônsul Bárbula à cidade com instruções de oferecer as mesmas condições de paz oferecidas por Postúmio e, com ordens de, caso fosse rechaçado novamente, declarasse a guerra.
Os tarantinos mantiveram sua disposição anterior, mas, como não eram capazes de se defender dos romanos sozinhos, pediram ajuda de Pirro de Epiro. Tão logo soube da decisão, Bárbula levou a guerra adianta com grande vigor, atacando os tarantinos em campo aberto e tomando várias de suas cidades. Alarmados com o progresso e confiando na sua clemência, já que havia tratado assim seus prisioneiros, chegando até a devolver alguns sem resgate, os tarantinos nomearam Agis, um amigo dos romanos, como general com poderes ilimitados.
Mas a chegada de Cineas, o principal conselheiro de Pirro, logo depois fez com que a nomeação fosse anulada. Logo depois de desembarcar com parte das tropas do Reino de Epiro, o general Milo marchou contra Bárbula e atacou seu exército, que marchava através de uma pequena estrada perto do mar. Espremido entre as montanhas escarpadas de um lado e a frota de Taranto, perfilada para descarregar suas flechas contra o exército romano, de outro, Bárbula e suas tropas provavelmente teriam sido destruídos se não fosse a ideia do cônsul de utilizar os prisioneiros tarantinos como escudos humanos à frente da artilharia inimiga. Bárbula então conduziu suas forças para uma zona mais segura.

## Anos finais
Bárbula continuou no sul da Itália depois da expiração de seu mandato com poderes proconsulares e conseguiu novas vitórias contra samnitas e salentinos segundo os Fastos Triunfais, o que lhe valeu um triunfo, e também contra os etruscos em 280 a.C.
Lúcio Emílio e Quinto Márcio foram eleitos censores em 269 a.C.